# (2169) Taiwan
(2169) Taiwan es un asteroide perteneciente al cinturón de asteroides, descubierto el 9 de noviembre de 1964  por el equipo del Observatorio de la Montaña Púrpura  desde el Observatorio de la Montaña Púrpura, Nankín (China).

## Designación y nombre
Designado provisionalmente como 1964 VP1. Fue nombrado Taiwan en homenaje a la Isla de Taiwán.